# Monochamus scutellatus
Espèce
Ce monochame (Monochamus scutellatus) dit « longicorne noir » (White-spotted sawyer pour les anglophones ; ce qu'on pourrait traduire par scieur à tache blanche) est une espèce de gros insectes coléoptères xylophages, de 20 à 25 mm, très commune dans les forêts nord-américaines circumboréales. Ce coléoptère longicorne vit dans les forêts de conifères d'Amérique du Nord.

## Étymologie
Ce nom provient du fait que le scutellum de cette espèce, bien visible est plus clair.

## Description
- Couleur foncée, avec taches claires sur les élytres, scutellum clair
- Longues antennes (2 fois la longueur du corps chez le mâle, et longueur du corps chez la femelle)
- Taille : 20 à 25 mm
- Dimorphisme sexuel : le mâle est plus petit que la femelle, mais avec des antennes plus longues.
- Œufs déposés dans des crevasses de l'écorce, fentes ou incisions faites par l'insecte dans l’écorce du côté ombragé.
- Larves de 40-50 mm, de couleur blanc crème, avec tête brun pâle. Le corps est démuni de pattes, allongé et légèrement aplati.

À ne pas confondre avec la sous-espèce Monochamus scutellatus oregonensis (Le Conte), ou avec le longicorne asiatique ou encore avec d'autres espèces européennes proches, dont ; 
- Monochamus saltuarius (Gebler, 1830),
- Monochamus sartor (Fabricius, 1787).
- Monochamus sutor (Dejean, 1821)...

## Reproduction, cycle de vie et métamorphose
L'adulte apparaît en été, principalement en juin-août, qui correspondent également à la période de ponte, les pupes étant formées de mai à juillet. Il se nourrit en rongeant l'écorce de petites branches ou de jeunes pousses.

À partir de juin (même dans les zones nordiques), mais surtout en juillet, la femelle inspecte longuement les écorces de résineux affaiblis, malades ou déjà morts, debout, tombés ou coupés (Pin (blanc, gris, rouge), sapin baumier, épinette (blanche, noire, rouge), Mélèze laricin). 
Elle creuse de ses mandibules des fentes dans l'écorce ou trouve des creux (cicatrices) et après une nouvelle inspection y pond un ou plusieurs œufs. 

La larve (inactive en hiver) éclot en 9 à 14 jours. Elle perce un tunnel dans l'écorce intérieure jusqu'au cambium en 3 jours environ; elle passera un an près de la surface du bois (xylème et phloème) en expulsant sciures de bois et excréments par des trous dans l'écorce. Au fur et à mesure de sa croissance, les galeries sont plus larges et plus profondes. L'année suivante elle s'enfonce dans le bois, (1 à 6 pouces (2,5 à 15 cm) de profondeur) où elle creusera une cellule pupale, mieux à l'abri du gel, dans une galerie qui a souvent une forme de U (une des branches remontant vers la surface du bois). Le tunnel est bouché avec des fibres de bois après qu'une sortie élargie a été préparée par alésage.

C'est là, après 2 ans ou un peu plus, qu'elle nymphosera via un stade chrysalide (ou pupe), en 15 jours environ en mai de sa seconde année de vie, avant d'émerger du tronc par un trou circulaire, pour se mettre en quête d'un partenaire sexuel. 

Certains auteurs évoquent un cannibalisme chez jeunes larves. Il semble aussi que plus au sud (sud-Michigan) un cycle d'un an soit possible, au moins en élevage (Cette zone pourrait remonter vers le nord avec le réchauffement climatique) alors que le parasitisme et la prédation auraient une incidence relativement négligeables.

## Statut ou menace
C'est une espèce qui ne semble pas globalement menacée alors que les espèces proches ont fortement régressé en Europe. 

Elle pourrait bénéficier - sans pour autant pulluler - d'une gestion plus écologique des forêts et des après feux (conservation de chicots, ainsi que de mesures veillant à l'entretien du potentiel de prédation (par les pics notamment).

## Pour éviter les pullulations
Même si les pullulations sont fortement limitées par le cannibalisme qui augmente avec la densité des larves. (Dès que deux galeries se rejoignent, ou quand plusieurs œufs ont été pondus au même endroit, une larve mange l'autre), les gestionnaires forestiers craignent des pullulations, surtout autour des aires de stockage de billes ou grandes bûches de bois. Ceux-ci peuvent être efficacement protégés ; sans pesticides, 
- par l'écorçage des grumes;
- par immersion ou arrosage continu (mais avec un gaspillage et une pollution possible de l'eau) ou
- en recouvrant les stocks de grumes d'un tissu non tissé (de juin à sept) ou
- en utilisant le bois avant les deux ans nécessaires à la pupaison et l'émergence de l'adulte.
- en veillant à protéger les prédateurs de cette espèce dont les pics, certaines mouches parasites (Eutheresia) et ichneumonidae (ex : Rhyssa lineolata et Rhyssa persuasoria capables de détecter les larves de xylophages dans l'écorce ou le bois superficiel et d'y pondre (jusqu'à 3 cm de profondeur) leurs œufs).

Avec le cannibalisme, on estime que le parasitisme naturel élimine 70 % environ des larves. D'autres prédateurs insectivores pourront encore chasser les adultes.
Des insecticides sont parfois utilisés (dont à base de benzène), mais toxiques et non recommandés, voire interdits par certains cahiers des charges de gestion écologique de la forêt ou de la filière bois (ex : FSC).
Le piégeage : il est utile pour un suivi indicatif des populations, mais nécessite des pièges adaptés.
Stocker les billes de bois en empilements bien compacts sous les arbres, dans une zone très à l'ombre réduit les attaques d'au moins 85 %. Ceci serait dû au fait que l'espèce recherche les endroits ensoleillés, même si dans ces endroits, les œufs sont pondus à l'abri du soleil direct. 
Toutes ces méthodes peuvent s'additionner.

## Régime alimentaire
Cet insecte consomme le bois mort et joue un rôle écologique important en accélérant sa transformation en humus forestier.